# Convention de Gastein

Carte des modifications territoriales de la guerre des Duchés.

La convention de Gastein est signée le 14 août 1865 par l'Autriche et la Prusse à Bad Gastein, en Autriche. Elle vise à résoudre l'affaire des duchés de Schleswig, de Holstein et de Lauenbourg, cédés conjointement aux deux pays par le Danemark après la guerre des Duchés. Le traité a été ratifié par les deux parties cinq jours plus tard.

## Contexte

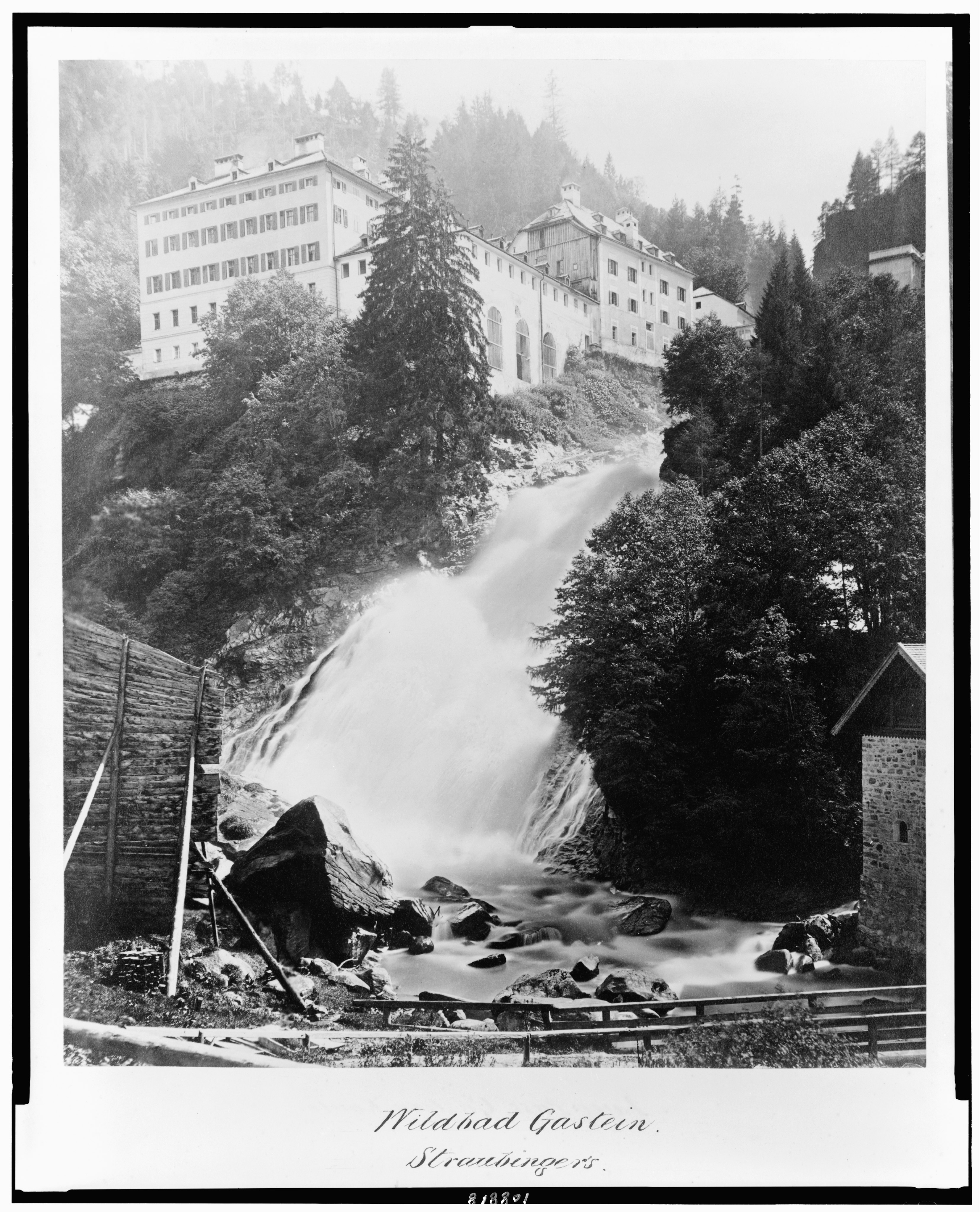
La cascade de Bad Gastein et l’hôtel Straubinger (vers 1860).

Jusqu'à la guerre des Duchés en 1864, Schleswig, Holstein et Lauenbourg étaient soumis à la couronne de Danemark : Schleswig en tant que fief souverain ; Holstein et Lauenbourg en tant qu'États membres de la Confédération germanique (États impériaux avant 1806). Après la victoire austro-prussienne, le Danemark doit céder lors du traité de Vienne les duchés. Les vainqueurs différaient sur l'administration ; le ministre autrichien des Affaires étrangères Bernhard von Rechberg rejetait une annexion par la Prusse, mais en même temps hésitait à reconnaître les prétentions du duc Frédéric Auguste de Schleswig-Holstein. Au terme de négociations ardues et la démission du ministre Rechberg, un condominium sur les duchés a été provisoirement adopté.
Par la suite, le Premier ministre prussien Otto von Bismarck a rencontré l'émissaire autrichien Gustav von Blome à la station thermale de Bad Gastein. Ils ont signé la convention du 14 août 1865 selon laquelle les deux puissances allemandes traite de leur répartition des pouvoirs dans les duchés : l'Autriche vend ses droits sur le Lauenbourg au roi de Prusse qui fut nommé duc en union personnelle ; le duché de Schleswig est administré par la Prusse, celui de Holstein par l'Autriche.
La Prusse voit l'accord comme une étape pour l'annexion, alors que l'Autriche n'administre le Holstein que par concession. La guerre des Duchés a placé la Prusse sur les rails de l'unité allemande, en compétition avec l'Autriche hésitante. L'arrangement de Gastein disparaît dès l'année suivante, quand les tensions entre ces deux grandes puissances germaniques provoqueront en 1866 la guerre austro-prussienne. Après l'Autriche met au vote devant le parlement de la Confédération germanique la proposition d'un référendum d'autodétermination sur l'avenir du Holstein, Bismarck dénonçait une infraction à la convention et la Prusse envahit le duché, écartant l'Autriche du futur Empire allemand.